# Orbiter Boom Sensor System

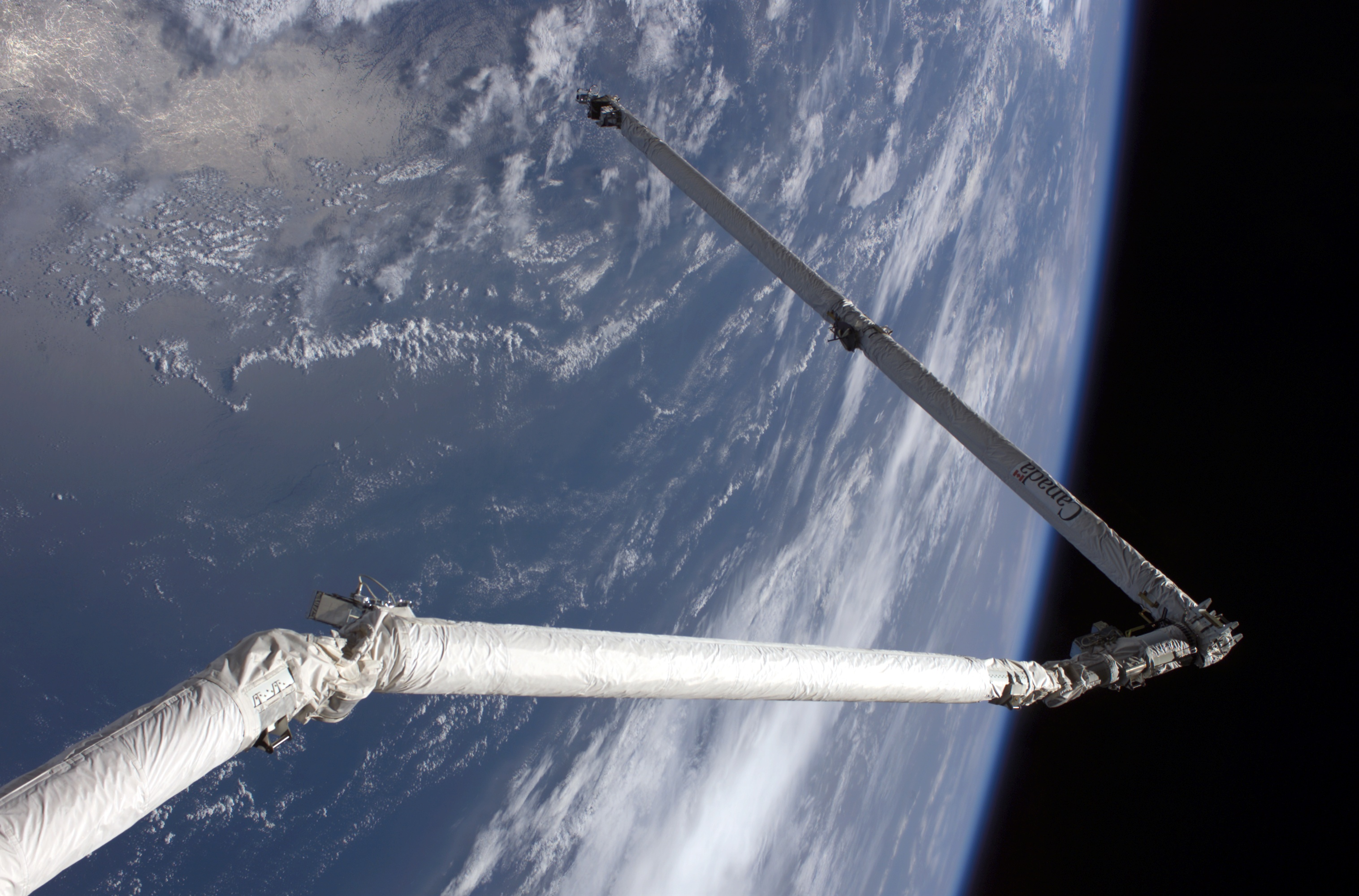
El sistema manipulador remoto del transbordador (RMS) manteniendo la pluma OBSS durante la STS-114.

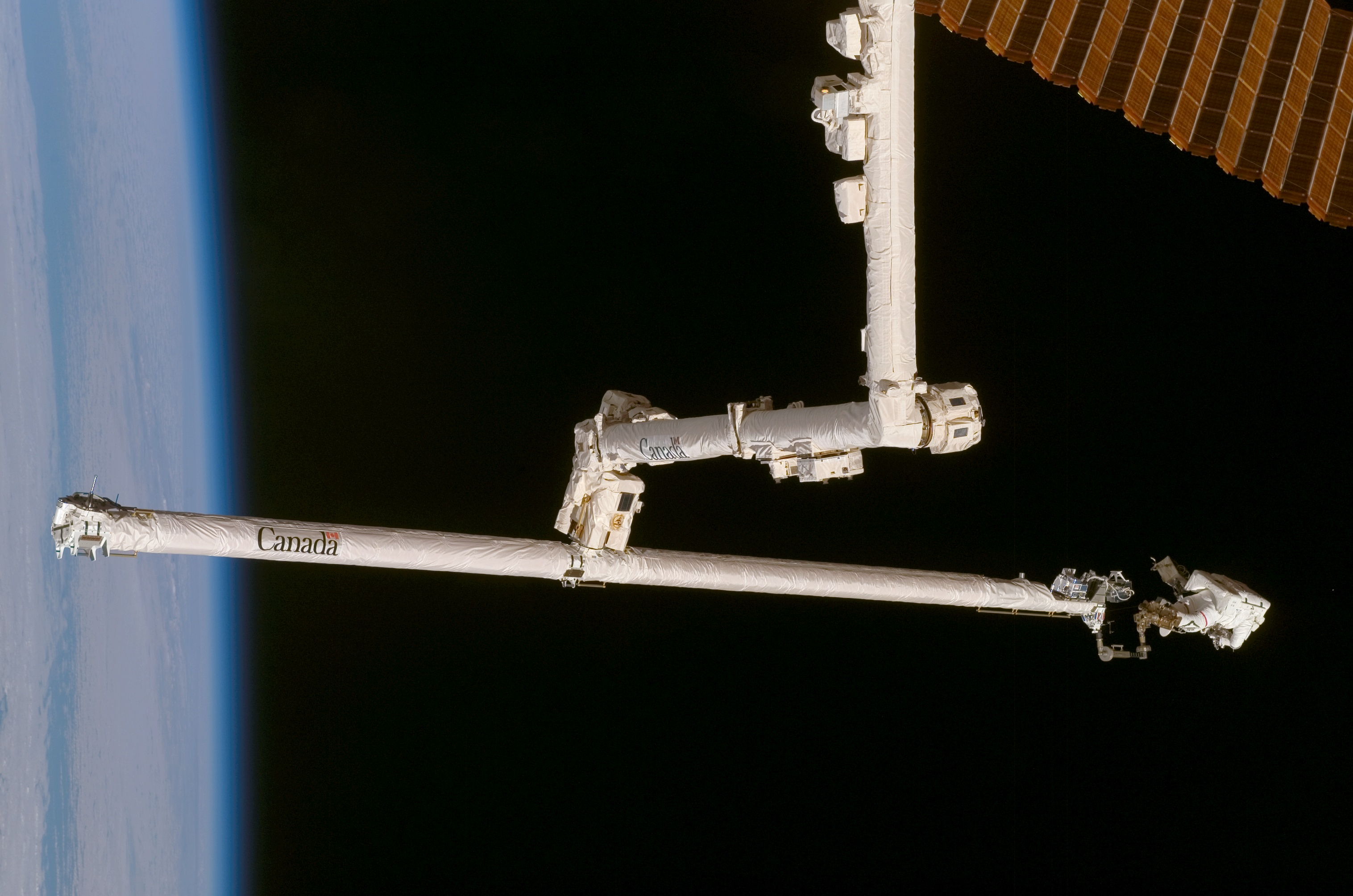
El astronauta Scott Parazynski al final de la pluma OBSS haciendo reparaciones en el panel solar P6.

El sistema sensor de la pluma del orbitador o Orbiter Boom Sensor System (OBSS) es una pluma de 50 pies (15,2 m) cargada a bordo del transbordador espacial de la NASA. La pluma se puede conectar con el Canadarm y usarla como una extensión del brazo, doblando su longitud hasta llegar a los 100 pies (30,5 m). En el lejano extremo de la pluma hay un paquete de cámaras y láseres usados para escanear el borde sobresaliente de las alas, el morro, y el compartimento de tripulación después de cada despegue y antes de cada aterrizaje. Si los ingenieros de vuelo sospechan de daños potenciales en otras áreas, como evidencias en las imágenes capturadas durante el despegue o durante la rendezvous pitch maneuver, se pueden escanear esas regiones.
La OBSS se introdujo en la flota del transbordador con la STS-114, la misión "Reinicio de los vuelos" ejecutada por el Discovery, y desde entonces ha volado en cada misión. Se usa para inspeccionar los daños en el escudo térmico, oficialmente denominado Thermal Protection System (TPS), que podría poner en peligro el transbordador durante la reentrada.  Después de la tragedia del Columbia y de la destrucción del transbordador debido a los daños sufridos por el escudo térmico durante el despegue, se tomó la decisión de realizar inspecciones centradas en el TPS. La OBSS es fundamental para las inspecciones orientadas al TPS, no solo porque lleva todos los instrumentos necesarios para medidas y observaciones detalladas, sino también porque sin el Canadarm es demasiado corto para investigar todas las áreas que son necesarias que sean inspeccionadas.